# Mediationsakte

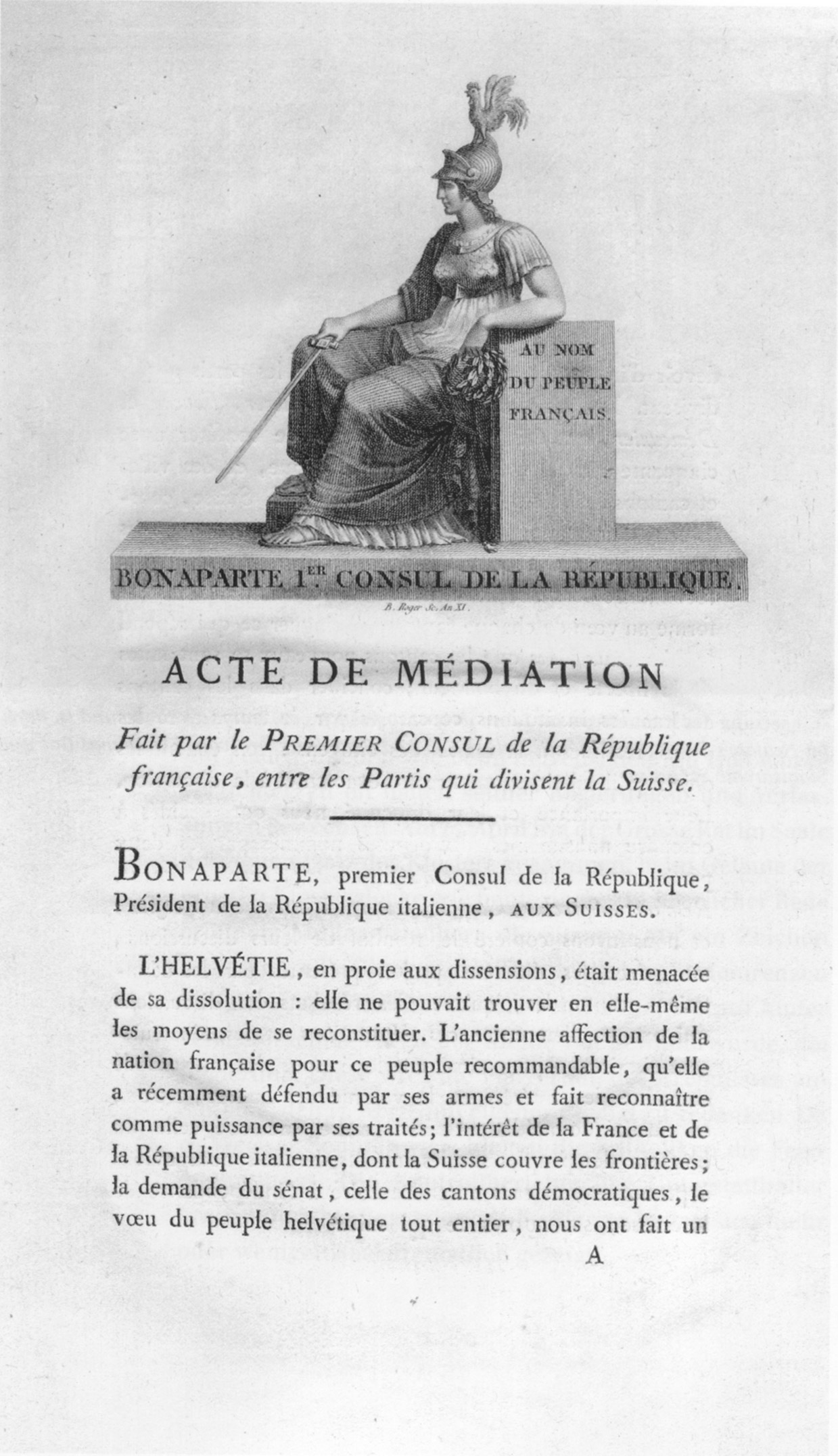
Acte de Médiation, 1803.

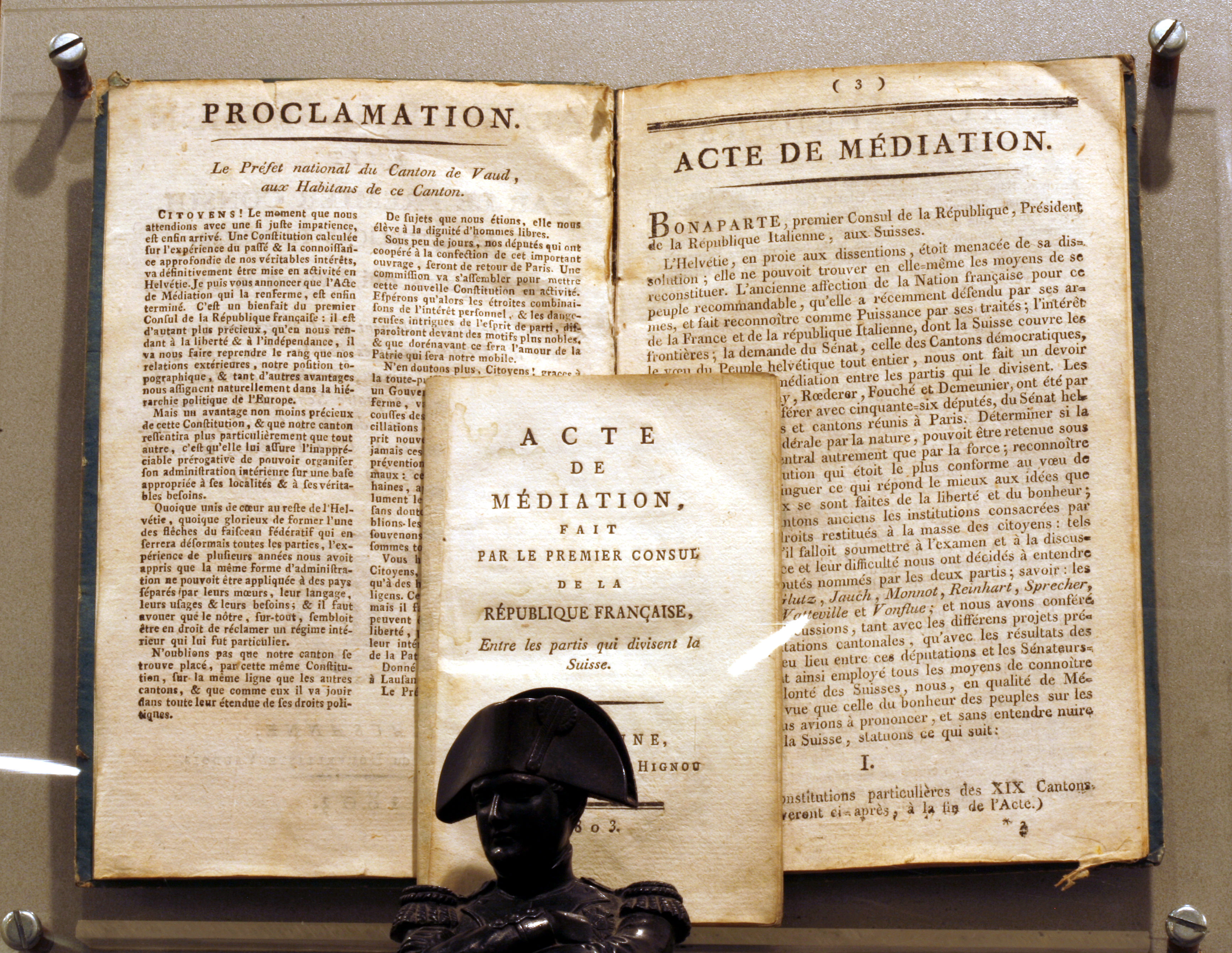
Acte de Médiation, 1803.

De Mediationsakte was de grondwet van Zwitserland onder de Confederatie van de XIX kantons, namelijk tussen 1803 en 1813. Napoleon Bonaparte stelde deze akte op na het opheffen van de Helvetische Republiek.
In principe werden met de Mediationsakte de oude structuren van voor 1798 weer hersteld. Een groot verschil echter was dat de verschillende onderdanengebieden van heersende kantons nu gelijkwaardige zelfstandige kantons werden. Voorheen, ten tijde van de Confederatie van de XIII kantons, waren er 13 kantons, die nu uitgebreid werden tot 19. De kantons Vaud, Sankt Gallen, Graubünden, Aargau, Thurgau en Ticino kwamen er nieuw bij. De kantons Genève, Valais en Jura werden aan Frankrijk toebedeeld. Het kanton Neuchâtel behoorde ook niet tot het Zwitserse Eedgenootschap.